# Marco Fontana Granotto
Marco Fontana Granotto (13 maggio 2000) è un mezzofondista italiano.

## Palmarès
| Anno | Manifestazione   | Sede          | Evento       | Risultato | Prestazione | Note                          |
| ---- | ---------------- | ------------- | ------------ | --------- | ----------- | ----------------------------- |
| 2019 | Europei U20      | Borås         | 3000 m siepi | Batteria  | 9'19"83     |                               |
| 2019 | Europei di cross | Lisbona       | Corsa U20    | 38º       | 19'42"      |                               |
| 2019 | Europei di cross | Lisbona       | A squadre    |           |             |                               |
| 2021 | Europei di cross | Dublino       | Corsa U23    | 39º       | 25'45"      |                               |
| 2021 | Europei di cross | Dublino       | A squadre    |           |             |                               |
| 2022 | Mediterraneo U23 | Pescara       | 3000 m siepi | 4º        | 8'44"48     | Miglior prestazione personale |
| 2022 | Europei di cross | Venaria Reale | Corsa U23    | 14º       | 24'22"      |                               |
| 2022 | Europei di cross | Venaria Reale | A squadre    |           |             |                               |
| 2024 | Europei di cross | Antalya       | Individuale  | 87º       | 25'45"      |                               |
| 2024 | Europei di cross | Antalya       | A squadre    | 9º        | 97 p.       |                               |

## Campionati nazionali
2017
- Oro ai campionati italiani allievi, 3000 m piani - 8'55"01
- 8º ai campionati italiani allievi di corsa campestre - 17'38"

2019
- 10º ai campionati italiani assoluti, 3000 m siepi - 9'20"49
- 23º ai campionati italiani di maratonina - 1h10'10"
- Oro ai campionati italiani juniores di maratonina - 1h10'10"
- 29º ai campionati italiani juniores di corsa campestre - 29'13"

2020
- 9º ai campionati italiani assoluti, 3000 m siepi - 9'04"37

2021
- 7º ai campionati italiani assoluti, 3000 m siepi - 9'09"33
- 4º ai campionati italiani promesse, 3000 m siepi - 9'05"14
- 8º ai campionati italiani promesse di corsa campestre - 32'58"

2022
- 5º ai campionati italiani assoluti, 3000 m siepi - 8'49"16
- 10º ai campionati italiani assoluti, 10000 m piani - 29'42"13
- 16º ai campionati italiani di corsa campestre - 31'25"
- 13º ai campionati italiani di maratonina - 1h04'29"
- Bronzo ai campionati italiani assoluti, 10000 m piani - 29'42"13
- Bronzo ai campionati italiani promesse, 3000 m siepi - 9'03"88
- 5º ai campionati italiani promesse di corsa campestre - 31'25"

2023
- 4º ai campionati italiani assoluti, 3000 m siepi - 8'46"59
- Oro ai campionati italiani di corsa campestre - 30'35"
- 9º ai campionati italiani di maratonina - 1h05'03"
- 11º ai campionati italiani di 10 km su strada - 29'46"

2024
- Argento ai campionati italiani di corsa campestre - 32'06"

2025
- 72º ai campionati italiani di corsa campestre - 33'32"

## Altre competizioni internazionali
2022
- 29º al Campaccio ( San Giorgio su Legnano) - 32'19"

2023
- 11º alla Cinque Mulini ( San Vittore Olona) - 30'50"
- 15º al Campaccio ( San Giorgio su Legnano) - 30'17"

2024
- 21º ai Mondiali universitari di corsa campestre ( Mascate) - 31'11"
- 13º alla Cinque Mulini ( San Giorgio su Legnano) - 28'57"
- 15º al Campaccio ( San Giorgio su Legnano) - 31'31"

2025
- 24º al Cross di Alà dei Sardi ( Alà dei Sardi)